# Leptopelis jordani
Leptopelis jordani är en groddjursart som beskrevs av Parker 1936. Leptopelis jordani ingår i släktet Leptopelis och familjen Arthroleptidae. IUCN kategoriserar arten globalt som otillräckligt studerad. Inga underarter finns listade i Catalogue of Life.